# フィリッピーネ・シャルロッテ・フォン・プロイセン

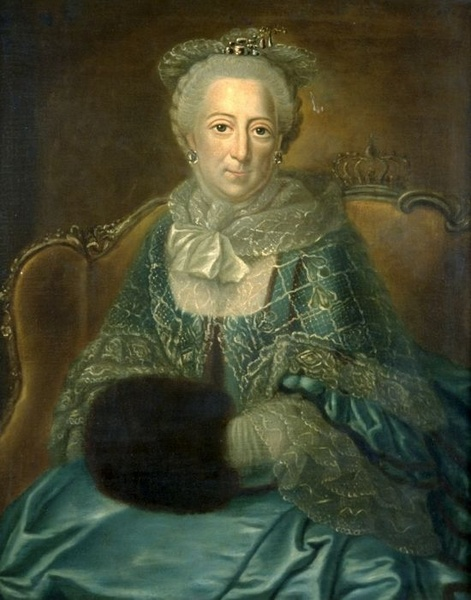
公妃フィリッピーネ・シャルロッテ

フィリッピーネ・シャルロッテ・フォン・プロイセン（Philippine Charlotte von Preußen, 1716年3月13日 - 1801年2月17日）は、ブラウンシュヴァイク＝ヴォルフェンビュッテル公カール1世の妃。プロイセン王フリードリヒ・ヴィルヘルム1世と王妃ゾフィー・ドロテアの三女として、ベルリンで生まれた。
1733年、当時公世子であったカールと結婚、13子をもうけた。 

## 子女
- カール・ヴィルヘルム・フェルディナント（1735年 - 1806年） - ブラウンシュヴァイク公。イギリス王女オーガスタ・オブ・ウェールズと結婚
- ゲオルク・フランツ（1736年 - 1737年）
- クリスティアン・ルートヴィヒ（1738年 - 1742年）
- ゾフィー・カロリーネ（1737年 - 1817年） - ブランデンブルク＝バイロイト辺境伯フリードリヒ3世妃
- アンナ・アマーリア（1739年 - 1807年） - ザクセン＝ヴァイマル＝アイゼナハ公エルンスト・アウグスト2世妃
- フリードリヒ・アウグスト（1740年 - 1805年） - エールス公
- アルブレヒト・ハインリヒ（1742年 - 1761年）
- ルイーゼ（1743年 - 1744年）
- ヴィルヘルム・アドルフ（1745年 - 1770年）
- エリーザベト・クリスティーネ（1746年 - 1840年） - プロイセン王フリードリヒ・ヴィルヘルム2世の最初の妃。後に離婚。
- フリーデリケ（1748年 - 1758年）
- アウグスタ・ドロテア（1749年 - 1803年） - ガンデルスハイムの尼僧
- マクシミリアン・ユリウス（1752年 - 1785年）